# Modus Operandi (альбом)
| Оценки критиков | Оценки критиков |
| Источник        | Оценка          |
| --------------- | --------------- |
| Allmusic        | [ 1 ]           |
| Rolling Stone   | [ 2 ]           |
| Pitchfork Media | (9.3/10)        |

Modus Operandi — дебютный студийный альбом Photek, выпущен 8 сентября 1997 года на лейбле Science Records в Европе и 9 сентября 1997 на Astralwerks в США. Основан на предшествующем миньоне «The Hidden Camera».

## Список композиций
1. The Hidden Camera (6:49)
2. Smoke Rings (6:27)
3. Minotaur (5:18)
4. Aleph 1 (8:42)
5. 124 (7:01)
6. Axiom (6:01)
7. Trans 7 (7:50)
8. Modus Operandi (7:02)
9. KJZ (7:48)
10. The Fifth Column (7:08)

В японской версии альбома присутствует дополнительный трек Ni-Ten-Ichi-Ryu, который изначально входит в одноименный британский сингл.

## Синглы и EP
- «The Hidden Camera» (3 июня 1996) *
- «Ni-Ten-Ichi-Ryu» (24 марта 1997) *
- «Modus Operandi» (12 января 1998) — Только для Великобритании.

* Британские релизы, в США заменены мини-альбомом «Risc vs Reward».